# Silesian String Quartet
Kwartet Śląski (andere Namen: Silesian String Quartet, Schlesisches Streichquartett) ist ein polnisches Streichquartett, das im Jahr 1978 von Absolventen der Karol Szymanowski Musikakademie Kattowitz gegründet wurde.

## Hintergrund
Mitglieder des Instrumentalquartetts sind Szymon Krzeszowiec und Arkadiusz Kubica (Violine), Łukasz Syrnicki (Viola) und Piotr Janosik (Violoncello). Im Jahr 2006 wurde ihr Album Republique in Polen mit Gold ausgezeichnet.